# Краков (Німеччина)
Краков (нім. Krackow) — громада в Німеччині, розташована в землі Мекленбург-Передня Померанія. Входить до складу району Передня Померанія-Грайфсвальд. Складова частина об'єднання громад Лекніц-Пенкун.
Площа — 44,18 км2. Населення становить 625 ос. (станом на 31 грудня 2020).